# Nausheen Masud
Nausheen Masud ( Karachi, 1978 - 6 de diciembre de 2023) fue una actriz, presentadora, escritora y productora de televisión paquistaní.

## Biografía
Nausheen Masud estudió su licencia en diseño industrial en el  Colegio para Mujeres de San José de Karachi (Saint Joseph's College for Women). A lo largo de su carrera trabajó en series como: Jaal, Colony 1952 y Ghar To Akhir Apna Hai, también presentó programas como Andaz Apna Apna.
Contrajo matrimonio con Tariq Quraishi de quien luego se divorció, fue madre de dos hijos.
Falleció el a los 46 años, 

## Filmografía
- Jaal
- Colony 52
- Gher Tau Aakhir Apna Hai
- Dolly Ki Ayegi Barat
- Andaz Apna Apna, presentadora.